# L'assassino di corte
L'assassino di corte (titolo originale: Royal Assassin) è un romanzo fantasy della scrittrice californiana Robin Hobb pubblicato in lingua inglese nel 1996. È il secondo volume della Trilogia dei Lungavista (dal nome della famiglia reale protagonista delle vicende) ed è il seguito de L'apprendista assassino del 1995.

## Trama
Fitz, sopravvissuto al complotto di Regal, dopo alcuni mesi passati a Jhaampe, capitale del Regno delle Montagne, recupera le forze in modo da poter affrontare con Burrich e Mani il viaggio invernale fino a Castelcervo. Tutti gli altri compagni di questo viaggio sono rientrati da molto tempo e al Castello sono state celebrate le nozze fra il principe Veritas e la principessa Kettricken, che ha portato in dote una gran quantità di tronchi d'albero con i quali costruire la flotta da guerra del Regno.
A Castelcervo Fitz ritrova le persone a lui care: il capostalliere Burrich, che è stato per lui quasi un padre, dama Pazienza, vedova del principe Chevalier Lungavista, Umbra, l'assassino reale ed infine Molly, la ragazza amata da Fitz che adesso lavora presso dama Pazienza come domestica. Umbra, che è stato maestro di Fitz nel "mestiere" di assassino reale, assegna al ragazzo il compito di aver cura della principessa Kettricken, e di stare attento alle minacce del principe Regal, autore del complotto che a Jhaampe avrebbe dovuto portare alla morte il fratello di Kettricken e lo stesso Fitz.

## Personaggi

### La famiglia reale dei Lungavista
- Sagace, re dei Sei Ducati
- Veritas, re-in-attesa, figlio di Sagace
- Kettricken, regina-in-attesa, moglie di Veritas
- Regal, figlio di Sagace
- Dama Pazienza, vedova di Chevalier

### La corte di Castelcervo
- Il Matto, buffone di corte
- Burrick, capostalliere
- Mani, stalliere
- Fitz, figlio bastardo di Chevalier
- Umbra, assassino di corte
- Trina, cameriera di dama Pazienza
- Serena, ragazza esperta nell'Arte

### Borgo Castelcervo
- Molly, amica di Fitz

## Edizioni
- Robin Hobb, Royal Assassin, Bantam Books, 1996, ISBN 0-553-37563-6.
- Robin Hobb, L'assassino di corte, traduzione di Paola Bruna Cartoceti, Fanucci, 2004,  p. 588, ISBN 9788834709825.
- Robin Hobb, L'assassino di corte, traduzione di Paola Bruna Cartoceti, Tif Extra, Fanucci, 2008,  p. 618, ISBN 9788834711972.